# Nonyma lepesmei
Nonyma lepesmei är en skalbaggsart som beskrevs av Stefan von Breuning 1957. Nonyma lepesmei ingår i släktet Nonyma och familjen långhorningar. Inga underarter finns listade i Catalogue of Life.